# Пересветово (Смоленская область, станция)
Пересве́тово — станция в Кардымовском районе Смоленской области России. Входит в состав Тюшинского сельского поселения. Население — 2 жителя (2007 год). 
Расположена в центральной части области в 7 км к югу от Кардымова, в 6 км южнее автодороги Р134 «Старая Смоленская дорога» Смоленск — Дорогобуж — Вязьма — Зубцов, на берегу реки Большой Вопец. В 1 км севернее населённого пункта расположена железнодорожная станция Пересветово на линии Москва — Минск.

## История
В годы Великой Отечественной войны станция была оккупирована гитлеровскими войсками в августе 1941 года, освобождена в сентябре 1943 года.